# موتور بمب ناصر 1 (أرزوئية)
موتور بمب ناصر 1 (بالإنجليزية: Mowtowr Pamp-e Naser 1)‏ هي منطقة سكنية تقع في إيران في Arzuiyeh Rural District. يقدر عدد سكانها بـ 108 نسمة .